# Club Always Ready
Der Club Always Ready ist ein bolivianischer Fußballverein aus La Paz, dem Regierungssitz des Landes. Der am 13. April 1933 gegründete Klub gewann 1951 und 1957 die bolivianische Fußballmeisterschaft. Aufgrund der Trikots ist das Team auch als Banda Roja bekannt, ein anderer Name lautet – ebenfalls als Anlehnung an River Plate, mit dem er die rote Schärpe auf dem Trikots teilt – Los Millonarios.

## Vereinsgeschichte
Always Ready wurde am 13. April 1933 gegründet. Die Mannschaft nahm an der Meisterschaft von La Paz teil, die ab 1950 unter semi-professionellen Bedingungen von der La Paz Football Association (LPFA) ausgetragen wurde. Obwohl es sich dabei nicht offiziell um die bolivianische Meisterschaft handelte, konnte der Meister als stärkste Mannschaft in Bolivien angesehen werden. Nach dem siebten Platz im Premierenjahr sicherte sich Always Ready, kurz CAR genannt, 1951 den Titel. In den folgenden beiden Jahren wurde die Mannschaft jeweils Vize-Meister.
Ab 1954 nahmen auch Mannschaften aus Cochabamba und Oruro an der nun Torneo Integrado genannten Meisterschaft teil. In der ausgeweiteten Konkurrenz konnte sich die Mannschaft nicht durchsetzen und stieg ab. Der Wiederaufstieg gelang Always Ready erst 1956, als Aufsteiger sicherte sich das Team 1957 zum zweiten und bislang letzten Mal in der Vereinsgeschichte den Titel.
Von August bis November 1961 unternahm Always Ready als erste bolivianische Mannschaft eine Reise nach Europa.
1961, 1963 und 1967 wurde CAR Tabellenzweiter. Die Vize-Meisterschaft 1967 berechtigte den Klub zur Teilnahme an der Copa Libertadores 1968. In der Gruppe B wurde die Mannschaft mit einem Punkt Tabellenletzter. Im selben Jahr gewann Always Ready die Stadtmeisterschaft von La Paz, landesweit reichte es nur zu Rang fünf.
1977 qualifizierte sich Always Ready für die neue professionelle landesweite Liga, spielte dort aber nur noch eine untergeordnete Rolle und musste 1981 absteigen. Die Rückkehr gelang 1987, 1991 stieg Always Ready erneut ab und konnte seitdem nicht mehr wieder aufsteigen. Seit 2018 spielt CAR wieder in der höchsten bolivianischen Liga, der Division Profesional.

## Erfolge
- Bolivianischer Meister: 2020-A
- Bolivianischer Vize-Meister: 1952, 1953, 1959, 1963, 1967 und 2021
- La Paz Football Association Meisterschaft: 1951 und 1957
- Teilnahmen an der Copa Libertadores: 1968, 2021 und 2022
- Teilnahme an der Copa Sudamericana: 2020